# Gaetano di Belmonte Monroy Ventimiglia
Gaetano di Belmonte Monroy Ventimiglia (di Pandolfina) (Palermo, 30 juli 1837 – Parijs, 6 oktober 1888) was een Siciliaans edelman en diplomaat namens het koninkrijk der Beide Siciliën alsook namens het eengemaakte koninkrijk Italië. Na zijn diplomatieke carrière was hij bijna gedurende twintig jaar afgevaardigde (1867-1886) in het parlement.
Zijn titels waren prins van Pandolfina en prins van San Giuseppe.

## Levensloop
Ventimiglia behoorde tot een adellijke familie in Sicilië, dat deel was van het koninkrijk der Beide Siciliën en bestuurd door het Huis Bourbon-Sicilië. Zijn familie was anti-Bourbon en voor de eenmaking van Italië. Zo nam zijn vader prins Ferdinando Monroy di Pandolfina actief deel aan de revolutie van 1848 en werd senator van het afgescheurde koninkrijk Sicilië. Als straf moest de familie in ballingschap naar Engeland trekken.
Ventimiglia keerde eerder dan zijn vader terug naar de Beide Siciliën. Hij liep school in de Militaire School Nunziatella in Napels, waar hij afzwaaide als onderluitenant van de cavalerie (1856). 
In 1860 verliet hij het leger en werd diplomaat voor het Huis Bourbon. Zo startte Ventimiglia op de ambassade van het Huis Bourbon in Madrid. Na de val van het Bourbonregime (1861) kort nadien werden de Beide Siciliën opgedoekt en opgeslorpt in het koninkrijk Italië. In lijn met de familietraditie werd hij als patriot diplomaat voor Italië. Van 1864 tot 1866 werkte hij op de ambassade in Lissabon. In 1866, na het verlies van Oostenrijk tegen Pruisen, werd Ventimiglia zaakgelastigde in Wenen bij het Hof van keizer Frans Jozef. Hij verbleef er tot 1867. Ventimiglia was de eerste diplomaat die het eengemaakte Italië vertegenwoordigde in Oostenrijk, wat een erkenning inhield van het jonge Italië.
Vanaf 1867 en dit tot 1886 werd Ventimiglia herhaaldelijk verkozen tot parlementslid door de cijnskiezers van de provincie Palermo. Hij zetelde in het Huis van Afgevaardigden, dat samenkwam in Turijn, Florence en uiteindelijk in Rome. Ventimiglia zetelde er in de fractie van linkse edellieden.
Aan Ventimiglia werden verschillende ridderordes verleend. Van het Huis Savoye in Italië ontving hij deze van de Orde van Sint-Mauritius en Sint-Lazarus en van de Orde van de Italiaanse Kroon.
Hij stierf in Parijs in 1888 in onduidelijke omstandigheden.